# Рафаел Батино
Рафаел Батино (Битољ, 14. јануар 1910 — Пљевља, 12. јул 1942) био је комунистички револуционар и учесник Народноослободилачке борбе, познат по псеудониму Миша Цветковић.

## Биографија
Рођен је 14. јануара 1910. у Битољу у јеврејској породици. Његови родитељи Жозеф и Ребека били су доброг материјалног стања, у поређењу са другим јеврејским породицама из Битоља. Основну школу завршио је у родном месту, а потом је похађао Француски лицеј, који је завршио са одличним успехом. Након завршетка лицеја, желео је да настави школовање, али му материјалне прилике његове породице то нису дозвољавале. Његов отац је сматрао да треба да учи занат како би могао да се издржава. У договору са оцем, отпутовао је код рођака у Мексико, са циљем учења трговачког заната.
Доласком у Мексико, уписао је студије технике на Универзитету у Мексико Ситију. Како би зарадио додатни новац за живот и студије, једно време је радио као трговац, код рођака, а затим у складишту у луци. Дружећи се са радницима, упознао се са тешким животом и експлоатацијом радника, што је директно утицало на њега да почне да проучава марксизам и прикључи се тамошњем радничком и комунистичком покрету. Био је члан марксистичког кружока на Факултету техничких наука. Његову политичку активност уочила је мексичка полиција, па је као „опасан комуниста” 1934. протеран у Краљевину Југославију.
Након повратка у родни Битољ, повезао се са члановима илегалне Комунистичке партије Југославије (КПЈ) и наставио своју револуционарну активност. Као добар познавалац марксизма држао је припадницима револуционарне омладине предавања на разне теме. Касније се преселио у Скопље, где се запослио у осигуравајућој кући. Фабрике и радионице у Скопљу, у то време захватио је револуционарни талас, па је долазило до штрајкова и протеста. Посебно су били значајни штрајкови који су трајали више од десет дана, попут штрајкова радника фабрика „Папатеодоси” и „Ручигаџија”.
Активно је радио у стварању партијских ћелија КПЈ, као и у омасовљавање радничког и омладинског покрета. У његовој кући одржавани су илегални састанци и консултације са истакнутим комунистима у граду. Услед издаје, 1936. се догодила полицијска провала у скопску партијску организацију, након чега је дошло до масовних хапшења. Том приликом полиција је извршила претрес његовог стана и пронашла велики број илегалног партијског материјала, укључујући и директиву Покрајинског комитета КПЈ за Македонију. Након хапшења, изручен је Државном суду за заштиту државе у Београду, који га је због комунистичког деловања осудио на пет година затвора.
Затворску казну издржавао је у затвору у Сремској Митровици, где се тада налазила већа група политичких затвореника-комуниста, међу којима су били Моша Пијаде, Родољуб Чолаковић, Пашко Ромац, Јован Веселинов, Бане Андрејев, Страхил Гигов и др. Заједно са њима, учествовао је у борби за боље услове живота политичких затвореника: њихово одвајање од других робијаша, добијање права на коришћење литературе и др. Током робијања, стекао је много пријатеља међу затвореницима, али и од њих стекао знања о практичној револуционарној борби. Иако релативно млад у поређењу са другим политичким затвореницима, показао се као добро теоретски припремљен, па је држао предавања другим политичким затвореницима. Такође, помагао је Моши Пијаде и Родољубу Чолаковић у превођењу марксистичке литературе, која је долазила изван затвора, а посебно у превођењу Марксовог „Капитала“. У затвору се посветио и проучавању македонског националног питања. Посебно се спријатељио са Мошом Пијаде, који је у затвору насликао његов портрет.
Априлски рат и окупација Југославије, 1941. затекли су га у затвору у Сремској Митровици, која је ушла у састав усташке Независне Државе Хрватске (НДХ). Још пре окупације, политички затвореници су припремали бекство, копањем подземног пролаза, али их је у томе омео премештај у другу зграду. Како би избегли судбину политичких затвореника из затвора Керестинец или евентуалну предају Гестапоу, након повезивања са партијском организацијом, отпочели су припрему новог бега, копањем подземног канала испод зидина затвора. Заједно са 32 других политичких затвореника, Батино је у ноћи 21/22. августа 1941. успео да побегне из усташког затвора. Након бекства, прихватили су их партизани, са којима су извесно време боравили на Фрушкој гори.  Након петогодишње робије, из затвора је изашао као инвалид, односно био је слабо покретљив.
Заједно са другим одбеглим затвореницима, у пратњи групе партизана, септембра 1941. прешао је на ослобођену територију западне Србије и дошао у ослобођено Ужице, где се сусрео са Врховним командантом Јосипом Брозом Титом. Иако је имао велику жељу да ступи у партизански одред, због његовог здравственог стања ЦК КПЈ га је одредио за бављење политичким радом у позадини. Такође, због слабе покретљивости, није послат заједно са македонским политичким затвореницима (Бане Андрејев, Благоја Фотев и Јордан Николов) на дуг и рискантан пут до Македоније.
У јесен 1941. послат је на територију Санџака, где је по доласку у Нову Варош, постао члан Среског комитета КПЈ. Од тада је био активан и познат под псеудонимом Миша Цветковић. Касније је постављен за секретара Среског комитета КПЈ за Нову Варош, а децембра 1941, када је на овом простору, након Прве непријатељске офанзиве, боравио Врховни штаб НОПО Југославије, као и руководство Главног штаба НОПО Србије, добијао је разне одговорне задатке. Одлуком Главног штаба НОП одреда Србије, 23. маја 1942. постављен за политичког секретара Окружног комитета КПЈ за Санџак.
Заједно са већом групом активиста и сарадника Народноослободилачког покрета (НОП), Батино је почетком јула 1942. боравио у околини Пљеваља. У то време четници Драже Михаиловића, а посебно Пљеваљска четничка бригада команданта Јована Јеловца, водила је активну борбу против партизанских организација у околини Плевља. Група партизанских активиста је 9. јула 1942. на планини Љубишњи наишла на четничку заседу и сукобила се са њима. У овој борби, четници су успели да заробе Рафаела Батина и његовог саборца Вељка Козића, док су остали партизански активисти успели да побегну. Након заробљавања, четници су их преко ноћи саслушали, физички злостављали и премлаћивали, а потом их предали фашистичким италијанским војним властима.
Италијани су 12. јула 1942. Батина и једног од његових другова, који су једва стајали након што су претучени током истраге, извели из затвора и повели на Сењак, где се налазило стратиште на коме су вршена стрељања талаца, заробљених партизана, њихових сарадника и чланова породице. Крећући се главном пљеваљском улицом Батино је гласно протествовао узвикујући: „Доле Хитлер и Мусолини, доле фашисти и њихове четничке слуге”. Протестовао је прво на шпанском, а потом на италијанском и немачком језику. Италијани су му завезали уста, шутирали га у задњицу и поломили зубе, али је он упорно узвикивао пароле за слободу. Ућиткали су га тек митраљески метци.
Међу партизанима у Санџаку, Рафаел Батино је био познат по свом псеудониму Миша Цветковић и нико од његових другова није знао његово право име. Након рата, идентификовани су партизански псеудоними, а они који су преживели користили су своје партизанско име упоредо са правим. Током 1960. редакција листа „Борба” отворила је посебну рубрику, као врсту фељтона, под називом Ко је Миша Цветковић, обраћајући се јавности и онима који нешто знају, да пишу листу. Овој иницијативи придружила се и редакција листа „Комунист“, која је успела да прикупи и достави нове податке о Миши Цветковићу. У јулу 1975. у листу „Политика” објављен је подужи чланак о Рафаелу Батину, који је написао његов саборац и сарадник Данило Кнежевић. Уз помоћ редакција реномираних листова, као и објављених мемоара учесника Народноослободилачке борбе, расветлила се енигма ко се крио иза партизанског имена Миша Цветковић.
На Сењаку у Пљевљима, у кругу фабрике „1. децембар”, подигнута му је 20. новембра 1985. спомен-биста, рад локалног вајара Љубоја Чабаркапе. Биста је подигнута поред Споменика палим борцима на Сењаку, а на постаменту спомен-бисте налазе се оба његова имена — Рафаел Батино и Миша Цветковић. У знак сећања на њега, једна улица у Скопљу носи назив — Улица Рафаела Батина, а једна улица у Пљевљима назив — Улица Мише Цветковића.